# Auguste Lepère

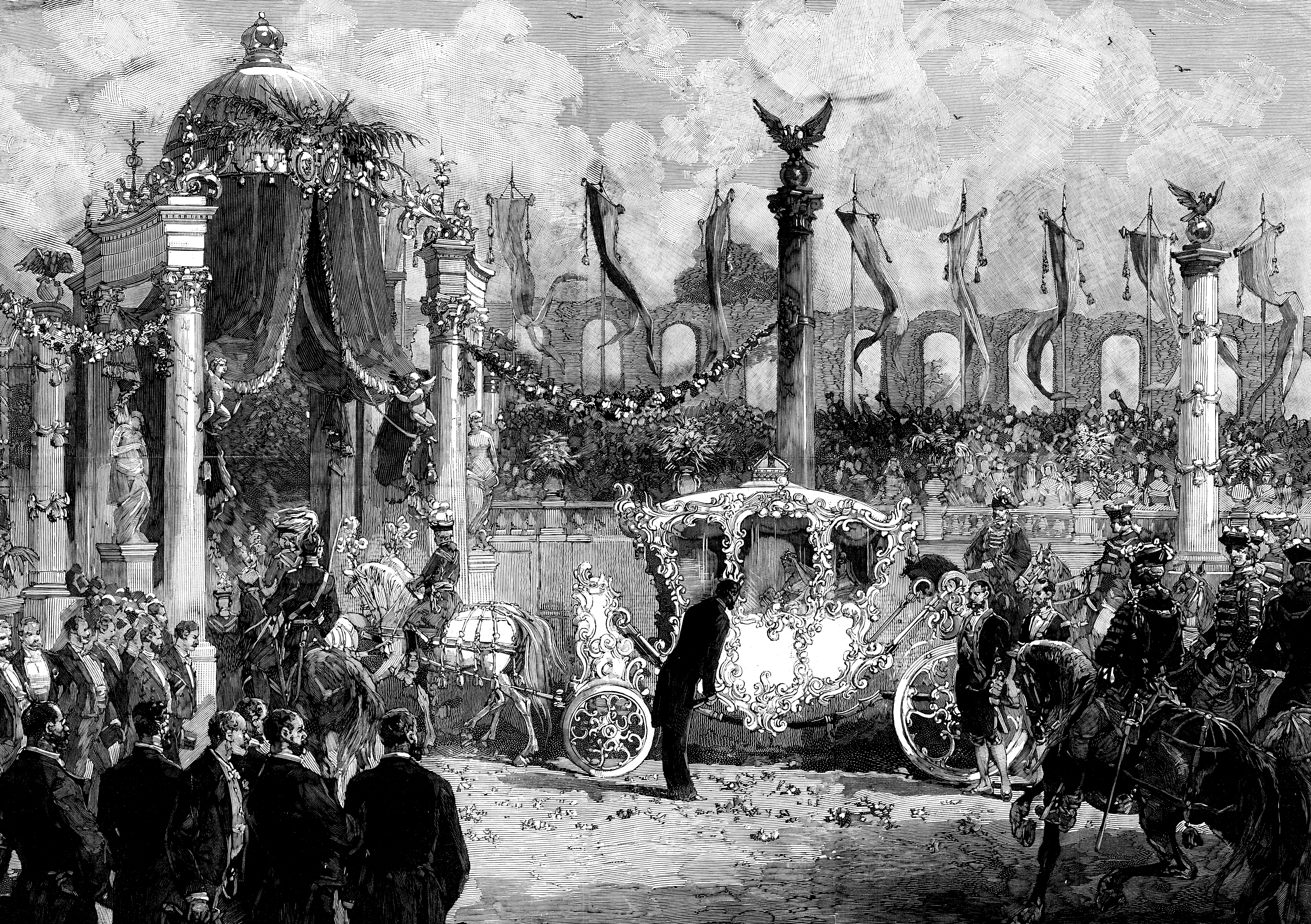
La princesa Estefanía de Bélgica es recibida por el alcalde durante su matrimonio con el archiduque Rodolfo de Austria, Viena (Austria), el 10 de mayo de 1881, publicado en Le Monde Illustré el 21 de mayo de 1881, grabado de Lepère y dibujo de Frédéric de Haenen, xilografía, 31 x 45 cm

Auguste-Louis Lepère (París, 30 de noviembre de 1849–Domme, 20 de noviembre de 1918) fue un pintor y grabador francés. 

## Biografía
Debutó en el Salón de 1870. Aprendió grabado en Londres con Joseph Burn Smeeton, tras lo que dejó la pintura por esta técnica. Trabajó sobre todo en xilografía, con un estilo similar al de Gustave Doré: Catedral de Ruán (1888).
Colaboró con varios periódicos y revistas, como Le Magasin pittoresque, L'Illustration, la Revue illustrée y Le Monde Illustré, generalmente con temas de actualidad, así como algún paisaje. También ilustró libros: Jacquou le Croqueant de Eugène Le Roy, Paisajes parisinos de Émile Goudeau.
Fue director de L'Estampe originale, la publicación de la Société de l'estampe originale, un grupo de artistas que pretendían revalorizar la estampa original en una época en que casi todos los grabados eran de reproducción de obras de artistas famosos. La sociedad publicó dos álbumes en 1888 y 1889, que, pese a su escaso éxito, sentaron las bases para una mayor concienciación de la labor artística del grabador. También colaboró en el Album des Peintres lithographes, publicado entre 1892 y 1897.
La obra de Lepère destaca por su calidad de ejecución, con líneas de enérgico trazo y mancha cerrada, tonos compactos y degradados suaves. Recuperó la antigua técnica del camaïeu, un tipo de xilografía en claroscuro conseguido mediante varias matrices de madera que se estampaban sucesivamente sobre el papel.
En 1912 fue nombrado Oficial de la Legión de Honor.